# ألان ديكي
ألان ديكي (بالإنجليزية: Alan Dickie) هو لاعب كرة قدم بريطاني، ولد في 30 يناير 1944 في Charlton, London ‏ في المملكة المتحدة. لعب مع كوفنتري سيتي ونادي ألدرشوت ووست هام يونايتد.